# Masahide Kobayashi
Masahide Kobayashi (小林 雅英, Kobayashi Masahide), né le 24 mai 1974 à Ōtsuki au Japon, est un joueur japonais de baseball évoluant dans la Ligue majeure de baseball avec les Cleveland Indians et 2008 et 2009 après avoir joué neuf saisons pour les Chiba Lotte Marines en ligue japonaise. Il retrouve le championnat japonais sous les couleurs des Yomiuri Giants en 2010.

## Carrière

### Professionnelle
Avec les Chiba Lotte Marines, il remporte les Japan Series en 2005 et signe des statistiques records en matière de sauvetages de parties. Il en accumule 227 en huit saisons (2000-2007) ; c'est le troisième meilleur total de l'histoire de la ligue japonaise.
Kobayashi est également membre de l'équipe du Japon de baseball qui remporte la médaille de bronze à l'occasion de Jeux olympiques d'été de 2004 à Athènes.
Après la saison 2007, et la fin de son contrat avec Chiba, il se déclare comme agent libre et se montre intéressé par une fin de carrière en MLB. Les Cleveland Indians le recrute pour deux saisons pour un montant de 6,25 millions de dollars et une troisième année en option à 3,25 millions.
Il disparait de la liste des joueurs actifs des Indians le 17 mai 2009.
Le 1er décembre, il signe un contrat d'un an avec les Yomiuri Giants.

## Statistiques
| Saison     | Équipe    | Ligue | G   | V  | D  | SV  | IP    | SO  | ERA  |
| ---------- | --------- | ----- | --- | -- | -- | --- | ----- | --- | ---- |
| 1999       | Chiba     | NPB   | 46  | 5  | 5  | 0   | 124,1 | 107 | 2.68 |
| 2000       | Chiba     | NPB   | 65  | 11 | 6  | 14  | 109,2 | 72  | 2.13 |
| 2001       | Chiba     | NPB   | 48  | 0  | 4  | 33  | 52    | 47  | 4.33 |
| 2002       | Chiba     | NPB   | 43  | 2  | 1  | 37  | 43,1  | 41  | 0.83 |
| 2003       | Chiba     | NPB   | 44  | 0  | 2  | 33  | 47    | 30  | 2.87 |
| 2004       | Chiba     | NPB   | 51  | 8  | 5  | 20  | 57,2  | 50  | 3.90 |
| 2005       | Chiba     | NPB   | 46  | 2  | 2  | 29  | 45,1  | 33  | 2.58 |
| 2006       | Chiba     | NPB   | 53  | 6  | 2  | 34  | 53,2  | 48  | 2.68 |
| 2007       | Chiba     | NPB   | 49  | 2  | 7  | 27  | 47,1  | 35  | 3.61 |
| Totaux NPB |           |       | 445 | 36 | 34 | 227 | 580,1 | 463 | 2.79 |
| 2008       | Cleveland | MLB   | 57  | 4  | 5  | 6   | 55,7  | 35  | 4.53 |
| 2009       | Cleveland | MLB   | 10  | 4  | 5  | 6   | 9,2   | 4   | 8.38 |
| Totaux MLB |           |       | 67  | 4  | 5  | 6   | 65,1  | 39  | 5.10 |